# 2015년 12월 죽음
다음은 2015년 12월에 사망한 저명한 인물 목록이다.
- 12월 3일 - 미국의 가수 스콧 와일랜드
- 12월 5일 - 대만의 영화배우 가준웅
- 12월 6일 - 대한민국의 국회의원 장성만
- 12월 7일 - 대한민국의 기업인 이헌조
- 12월 9일 - 일본의 소설가 노사카 아키유키
- 12월 12일 - 미국의 정치학자 베네딕트 앤더슨
- 12월 14일 - 대한민국의 전 국회의장 이만섭
- 12월 19일 - 독일의 지휘자 쿠르트 마주어
- 12월 27일 - 이라크의 범죄인 아부 아흐마드 알아와니
- 12월 28일 - 영국의 가수 레미 킬미스터
- 12월 29일 - 조선민주주의인민공화국의 정치인 김양건
- 12월 31일 - 미국의 가수 내털리 콜